# 阿根廷深海鰩
阿根廷深海鰩（學名：Bathyraja papilionifera），為軟骨魚綱鰩目單鰭鰩科深海鰩屬的一種，分布於西南大西洋阿根廷及烏拉圭外海海域，深度940至1040公尺，棲息在深海沙泥底質海域，為底棲性魚類，卵生，屬肉食性，生活習性不明。